# Arminda latifrons
Arminda latifrons is een rechtvleugelig insect uit de familie veldsprinkhanen (Acrididae). De wetenschappelijke naam van deze soort is voor het eerst geldig gepubliceerd in 1930 door Enderlein.
1. ↑  (en) Arminda latifrons op de IUCN Red List of Threatened Species.